# Steven Levenson
Steven Levenson (Providence, 17 maggio 1984) è uno sceneggiatore, librettista e drammaturgo statunitense.

## Biografia
Nato e cresciuto nel Meryland, Steven Levenson ha studiato all'Università Brown. Dopo aver scritto alcune opere teatrali andate in scena nell'Off-Broadway, ha raggiunto il successo nel 2016 con il libretto del musical Dear Evan Hansen, che gli è valso l'Outer Critics Circle Award e il Tony Award al miglior libretto di un musical.
Attivo anche in campo televisivo, Levenson ha scritto episodi di Master of Sex e di Fosse/Verdon. Per il grande schermo ha scritto le sceneggiature degli adattamenti cinematografici dei musical teatrali Tick, Tick... Boom! e Dear Evan Hansen.
È sposato con la storica dell'arte Whitney May, da cui ha avuto una figlia nel 2015.

## Teatro
- The Language of Trees (2008)
- The Unavoidable Disappearance of Tom Durnin (2012)
- Dear Evan Hansen (2015)
- If I Forget (2017)
- Days of Rage (2018)

## Filmografia

### Cinema
- Caro Evan Hansen (Dear Evan Hansen), regia di Stephen Chbosky (2021)
- Tick, Tick... Boom!, regia di Lin-Manuel Miranda (2021)

### Televisione
- The Playboy Club – serie TV, 2 episodi (2011)
- Vegas – serie TV, 4 episodi (2012-2013)
- Wayward Pines – serie TV, 1 episodio (2015)
- Masters of Sex – serie TV, 8 episodi (2015-2016)
- Fosse/Verdon – serie TV, 8 episodi (2019)

## Riconoscimenti
- Drama Desk Award
  - 2017 – Candidatura alla migliore opera teatrale per If I Forget
- Outer Critics Circle Award
  - 2016 – Miglior libretto di un musical per Dear Evan Hansen
  - 2017 – Miglior nuova opera teatrale dell'Off-Broadway per If I Forget
- Primetime Emmy Award
  - 2019 – Candidatura alla miglior miniserie per Fosse/Verdon
  - 2019 – Candidatura alla miglior sceneggiatura di una miniserie o film TV per Fosse/Verdon
- Tony Award
  - 2017 – Miglior libretto di un musical per Dear Evan Hansen